# Maryhill Estates
Maryhill Estates är en stad (city) i Jefferson County i delstaten Kentucky, USA. 2010 hade staden 179 invånare.